# Charlotte (anime)
Charlotte (jap. シャーロット Shārotto) – serial anime wyprodukowany przez studio P.A. Works i Aniplex. 13-odcinkowa seria była emitowana od lipca do września 2015. Na jej podstawie powstały dwie mangi, publikowane w magazynie „Dengeki G’s Comic” wydawnictwa ASCII Media Works.

## Fabuła
Kometa o nazwie Charlotte, która przelatuje raz na 75 lat, powoduje, że u niewielkiego procenta dzieci pojawiają się zdolności nadprzyrodzone. Jednym z nich jest Yuu Otosaka, chłopak, który przebudził w sobie moc tymczasowego przejmowania ciał innych osób. Yuu ma nadzieję wykorzystać swoją moc, by wieść łatwe życie w szkole. Zostaje jednak przyłapany na gorącym uczynku przez tajemniczą Nao Tomori, która demaskuje jego sekret i zmusza go do dołączenia do rady uczniowskiej Akademii Hoshinoumi. Tam wraz z innymi członkami rady będzie musiał pomagać innym uczniom, którzy mają problemy z kontrolowaniem swoich mocy.

## Bohaterowie
- Yuu Otosaka (jap. 乙坂 有宇 Otosaka Yuu)

Seiyū: Kōki Uchiyama 
- Nao Tomori (jap. 友利 奈緒 Tomori Nao)

Seiyū: Ayane Sakura 
- Jōjirō Takajō (jap. 高城 丈士朗 Takajō Jōjirō)

Seiyū: Takahiro Mizushima 
- Yusa Nishimori (jap. 西森 柚咲 Nishimori Yusa)

Seiyū: Maaya Uchida 
- Misa Kurobane (jap. 黒羽 美砂 Kurobane Misa)

Seiyū: Maaya Uchida 
- Ayumi Otosaka (jap. 乙坂 歩未 Otosaka Ayumi)

Seiyū: Momo Asakura 

## Manga
Czteropanelowa manga, zilustrowana przez Harukę Komowatę, zatytułowana Charlotte The 4-koma: Seishun o kakenukero! (jap. Charlotte The ４コマ せーしゅんを駆け抜けろ!), była wydawana w magazynie „Dengeki G’s Comic” od 30 marca 2015 do 30 marca 2017. Wydawnictwo ASCII Media Works zebrało ją w trzech tankōbonach, opublikowanych między 26 września 2015 a 27 maja 2017.
| Nr | Data wydania (język japoński) | ISBN (język japoński)  |
| -- | ----------------------------- | ---------------------- |
| 1  | 26 września 2015              | ISBN 978-4-04-865405-0 |
| 2  | 27 lipca 2016                 | ISBN 978-4-04-865972-7 |
| 3  | 27 maja 2017                  | ISBN 978-4-04-892925-7 |

Druga manga, zilustrowana przez Makoto Ikezawę i Yū Tsurusaki, była wydawana w magazynie „Dengeki G’s Comic” od 30 lipca 2015 do 27 grudnia 2018. Seria jest również dostępna w serwisie internetowym ComicWalker wydawnictwa Kadokawa Corporation. Manga została zebrana w sześciu tankōbonach, wydanych między 27 sierpnia 2015 a 26 stycznia 2019 nakładem wydawnictwa ASCII Media Works.
| Nr | Data wydania (język japoński) | ISBN (język japoński)  |
| -- | ----------------------------- | ---------------------- |
| 1  | 27 sierpnia 2015              | ISBN 978-4-04-865427-2 |
| 2  | 27 maja 2016                  | ISBN 978-4-04-865973-4 |
| 3  | 10 marca 2017                 | ISBN 978-4-04-892833-5 |
| 4  | 27 września 2017              | ISBN 978-4-04-893315-5 |
| 5  | 27 kwietnia 2018              | ISBN 978-4-04-893850-1 |
| 6  | 26 stycznia 2019              | ISBN 978-4-04-912312-8 |

## Anime
13-odcinkowy telewizyjny serial anime został wyreżyserowany przez Yoshiyukiego Asaia i wyprodukowany przez studio P.A. Works oraz Aniplex. Był emitowany w Japonii od 5 lipca do 27 września 2015. Scenariusz został napisany przez Juna Maedę, który był również twórcą serialu. Głównymi animatorami byli Noboru Sugimitsu i Kanami Sekiguchi, która oparła projekty postaci użyte w anime na oryginalnych projektach autorstwa Na-Ga. Kierownictwo nad dźwiękiem i muzyką sprawował Satoki Iida. Motywem otwierającym jest „Bravely You” w wykonaniu Lii, a kończącym „Yakeochinai tsubasa” (jap. 灼け落ちない翼) autorstwa Aoi Tady. Motywem kończącym odcinki 3. i 4. jest „Rakuen Made” (jap. 楽園まで) w wykonaniu How-Low-Hello, natomiast utwór „Kimi no moji” (jap. 君の文字) autorstwa Anri Kumaki, został użyty jako motyw kończący odcinek trzynasty. 30 marca 2016 został wydany odcinek OVA. W Polsce seria była dostępna za pośrednictwem platformy Netflix.

### Lista odcinków
| №   | Tytuł                                                                    | Reżyseria                       | Premiera         |
| --- | ------------------------------------------------------------------------ | ------------------------------- | ---------------- |
| 1   | Myślę o innych Ware tanin o omou (我他人を思う)                          | Yoshiyuki Asai                  | 5 lipca 2015     |
| 2   | Smutna melodia Zetsubō no senritsu (絶望の旋律)                          | Tomoaki Ōta                     | 12 lipca 2015    |
| 3   | Miłość i ogień Koi to honō (恋と炎)                                      | Mitsutaka Noshitani             | 19 lipca 2015    |
| 4   | Chwila szczerości Setsuna no honki (刹那の本気)                          | Ken’ichi Imaizumi               | 26 lipca 2015    |
| 5   | Zasłyszany dźwięk Itsuka kiita oto (いつか聴いた音)                      | Tomoaki Ōta                     | 2 sierpnia 2015  |
| 6   | Szczęście, którego nie widać Kizukanakatta shiawase (気づかなかった幸せ) | Fumihiko Suganuma               | 9 sierpnia 2015  |
| 7   | Koniec ucieczki Tōhikō no hate ni (逃避行の果てに)                       | Toshiya Shinohara               | 16 sierpnia 2015 |
| 8   | Spotkanie Kaikō (邂逅)                                                   | Mitsutaka Noshitani             | 23 sierpnia 2015 |
| 9   | Świat, który przeminął Koko ni nai sekai (ここにない世界)                | Tomoaki Ōta                     | 30 sierpnia 2015 |
| 10  | Kradzież Ryakudatsu (略奪)                                               | Tōru Yoshida                    | 6 września 2015  |
| 11  | Charlotte Shārotto (シャーロット)                                        | Fumihiko Suganuma               | 13 września 2015 |
| 12  | Obietnica Yakusoku (約束)                                                | Toshiya Shinohara               | 20 września 2015 |
| 13  | Nowe wspomnienia Korekara no kiroku (これからの記録)                     | Yoshiyuki Asai                  | 27 września 2015 |
| OVA | Tsuyoi monotachi (強い者たち)                                            | Yoshiyuki Asai Daisuke Tsukushi | 30 marca 2016    |